# Erasmus D. Keyes
Erasmus Darwin Keyes (29 de mayo de 1810 - 14 de octubre de 1895) fue un hombre de negocios, banquero y militar estadounidense, destacado por dirigir el IV Cuerpo del Ejército de la Unión del Potomac durante la primera mitad de la guerra civil estadounidense.

## Primeros años y carrera
Keyes nació en Brimfield, Massachusetts. Cuando aún era joven, se mudó con su familia al condado de Kennebec, Maine. Aunque su padre, Justus, era reconocido como médico y cirujano, Erasmus decidió seguir una carrera militar y se matriculó en la Academia Militar de los Estados Unidos. Se graduó 10.º de una clase de 45 en 1832, y fue comisionado como teniente segundo en la 3.ª Artillería de los Estados Unidos.
Keyes sirvió en Charleston Harbor durante la crisis de anulación de 1832-33, y sirvió como ayudante del general Winfield Scott de 1837 a 1841. Keyes fue ascendido a capitán el 30 de noviembre de 1841. Sirvió en varias guarniciones hasta 1844 y luego trabajó como instructor de artillería y caballería en West Point. Durante 1844, fue miembro de la Junta de Visitantes de la Academia.
Después de su servicio en West Point, fue enviado con el 3.er Regimiento de Artillería de los Estados Unidos en 1854 alrededor del Cabo de Hornos a California y sirvió en la frontera del Pacífico en servicio de guarnición y campañas hasta 1860. Mientras estaba allí, Keyes sirvió en el Pacífico Noroeste desde el invierno de 1855 en la Guerra de Puget Sound. La Compañía de Artillería M de Keyes fue enviada a Fort Steilacoom y mientras estuvo allí, en enero de 1856, hizo dos intentos de capturar al jefe Leschi, pero sin éxito. El 4 de marzo de 1856, él y 100 Regulares pelearon una escaramuza en el Río Blanco y la Pradera de Muckleshoot. Durante la Guerra de Spokane - Coeur d'Alene - Paloos, el Capitán Keyes fue enviado adelante con un destacamento de dragones para establecer el Fuerte Taylor y un ferry que cruzaba el Río Snake para el ejército del Coronel George Wright. En la siguiente campaña comandó cuatro compañías de artilleros armados con rifles contra las tribus aliadas en la batalla de Four Lakes. Poco después de esta batalla, Keyes recibió su comisión de mayor el 12 de octubre de 1858. El general Scott lo nombró su secretario militar el 1 de enero de 1860, cargo que ocupó hasta abril de 1861.

## Guerra Civil
Al estallar la Guerra Civil, Keyes fue ascendido a coronel de la 11.ª Infantería de los Estados Unidos el 14 de mayo de 1861. Luego sirvió brevemente en el personal del gobernador de Nueva York Edwin D. Morgan hasta el 25 de junio de 1861, supervisando el levantamiento de la milicia en ese estado.
En la Primera Batalla de Bull Run, Keyes comandó la 1.ª Brigada, 1.ª División (Tyler), y luego dirigió la Brigada Keyes, antes de asumir el mando de una división desde el 9 de noviembre de 1861 hasta el 13 de marzo de 1862. En agosto de 1861 fue ascendido al rango de general de brigada de voluntarios con fecha de 17 de mayo de 1861, tercer general de brigada del Ejército. El 14 de marzo de 1862, el presidente Lincoln emitió una orden por la que se convertía el Ejército del Potomac en cuerpo de ejército y Keyes recibía el mando del nuevo IV Cuerpo. Cuando el General de División George B. McClellan organizó la Campaña de la Península contra Richmond en la primavera de 1862, Keyes lideró de manera intachable.
Keyes participó en las batallas de Lee's Mill, Yorktown, Bottom's Bridge, Savage's Station, Seven Pines (Fair Oaks), Charles City Cross Roads, Malvern Hill y Harrison's Landing. Por su valentía en Fair Oaks, Keyes recibió el título de general de brigada en el ejército regular. Después de las Batallas de los Siete Días, McClellan ascendió a todos sus comandantes de cuerpo y división al rango de general de división, aparte de Keyes, que no recibió un ascenso y siguió siendo general de brigada. Cuando el ejército regresó a Washington D.C. a principios de agosto, Keyes y una de las dos divisiones del IV Cuerpo se quedaron permanentemente en la Península como parte del Departamento del Río James del General John Dix. El 12 de marzo de 1863, el presidente Abraham Lincoln nominó a Keyes para el ascenso al grado de general de división de Voluntarios de los Estados Unidos, a partir del 5 de mayo de 1862, y el Senado de los Estados Unidos confirmó la promoción el 13 de marzo de 1863.[7] Además del IV Cuerpo, comandó el Distrito de Yorktown, el VII Cuerpo y la división en Suffolk. Entre las otras acciones de Keyes se encuentran la redada a White House, Virginia, el 7 de enero de 1863, y la expedición a West Point, Virginia, el 7 de mayo de 1863.
Durante la campaña de Gettysburg en 1863, Keyes fue contrariado por el plan estratégico del general John Adams Dix de amenazar fuertemente Richmond para desviar refuerzos confederados del ejército del general Robert E. Lee en Pensilvania. Keyes se retiró de una posición cerca de lo que ahora es Talleysville, Virginia, frente a lo que Dix consideraba fuerzas inferiores, por lo que Dix hizo que Keyes fuera removido del mando.
Aunque Keyes pidió una investigación de los cargos que llevaron a su remoción, la solicitud nunca fue aceptada. Luego sirvió en varias juntas y comisiones, incluyendo la junta de retiros de oficiales discapacitados desde el 15 de julio de 1863, hasta su renuncia y retiro del ejército el 6 de mayo de 1864.

## Actividades posguerra
Después de su servicio de guerra, Keyes se mudó a San Francisco, donde pronto se convirtió en un hombre de éxito financiero y prominente. Se convirtió al catolicismo en San Francisco en 1866. Fue presidente de una compañía minera de oro mexicana en 1867-1869, y vicepresidente de la sociedad vitivinícola de California de 1868 a 1872. También se dedicaba al negocio de los ahorros y préstamos.
El general Keyes se convirtió en miembro de la Comandancia de California de la Orden Militar de la Legión Leal de los Estados Unidos, una sociedad militar de oficiales de la Unión y sus descendientes.
Keyes fue el autor de The Rear Guard at Malvern Hill como parte de la serie de The Century Company's Battles and Leaders of the Civil War, así como de Fifty Years' Observation of Men and Events (Nueva York, 1884). Esto fue luego reimpreso como Fighting Indians in Washington Territory (Fairfax, Washington, 1988). Su obra From West Point to California fue publicada póstumamente en 1950.
Durante un viaje a Europa con su esposa, Keyes murió en Niza, Francia, a la edad de 85 años. Está enterrado en el cementerio de West Point.